# Cryptophagus fasciatus
Cryptophagus fasciatus is een keversoort uit de familie harige schimmelkevers (Cryptophagidae). De wetenschappelijke naam van de soort werd in 1852 gepubliceerd door Ernst Gustav Kraatz.